# 崔国良
崔国良（1931年7月7日—2017年1月18日），男，河北阳原人，中国固体火箭推进剂与发动机专家，中国工程院院士。

## 生平
1956年毕业于北京理工大学。1961年获莫斯科门捷列夫化工学院副博士学位。
1999年，当选为中国工程院院士。